# Lasiurus salinae
Lasiurus salinae — вид рукокрилих, родини Лиликові.

## Поширення, поведінка
Країни проживання: Аргентина, південно-східна Бразилія, Уругвай. Синонім: Lasiurus borealis salinae.

## Загрози й охорона
Загрози невідомі
Популяції, віднесені до цього виду, є поблизу деяких заповідних територій центральної Аргентини, включаючи регіональні та національні парки.